# 1240
1240 (MCCXL) fue un año bisiesto comenzado en domingo del calendario juliano.

## Acontecimientos
- 15 de julio: El rey Jaime I conquista Cullera (Ribera Baja, Valencia).
- Los Caballeros de Calatrava, apoyados por almogáraves, conquistan Villena al tercer intento.
- 6 de diciembre: Las tropas de Batu Kan saquean y destruyen Kiev.
- Los Nahuatlacas son primeros en llegar al Valle de México.
- Fernando III de Castilla reconquista Écija.
- Fernando III de Castilla reconquista Zuheros.

## Fallecimientos
- Leonardo de Pisa, matemático de la República de Pisa (n. 1170), conocido como Fibonacci, la mayoría de las referencias indican su fallecimiento en 1240, no obstante haber sido declarado el más importante matemático de la Edad Media y como responsable de expandir al mundo la numeración indo arábiga y las series de Fibonacci.[1]
- Blanca de Portugal, infanta portuguesa (n. 1198)
- Þorlákur Ketilsson, fue un influyente caudillo medieval y sacerdote de Islandia en el siglo XIII (n. 1156)
- Jorge Bardanes, fue un eclesiástico y teólogo bizantino de Atenas.
- Razia Sultan, fue sultán del sultanato de Delhi durante cuatro años, y la primera y única gobernante femenina de la historia de la India musulmana.(n. 1205)